# Kate Hall
Kate Hall (født 21. maj 1983) er en dansk-britisk sangerinde, der bor i Tyskland.

## Biografi
Hall blev født i Harwich, Essex, med en engelsk mor og en dansk far og flyttede til Allerød, da hun var tre år gammel. Som barn modtog hun lektioner i sang, klaver og dans, og da hun var tolv år, blev hun optaget i DR Pigekoret. Et år senere lavede hun studieindspilninger for Postmand Per. Hun optrådte som tv-vært i The Voice TV Danmark og fik en tredjeplads i den danske udgave af Popstars.
Efter at være opdaget af den tyske musikproducent, Alex Christensen, nåede hun de tyske hitlister med singlen "Is There Anybody Out There?" i juni 2005.
Hall blev forlovet med sangeren Ben og udgav i 2007 fire duetsingler, "Bedingungslos", "Du bist wie Musik", "Ich lieb dich immer noch so" og "Zwei Herzen" sammen med ham. I november 2008 meddelte hun, at forlovelsen var afsluttet, hvorefter hun fortsatte som solosanger.
Hun var vokalcoach i den syvende og tiende sæson af den tyske udgave af Popstars. I 2009 giftede Hall sig med den tyske danser Detlef D! Soost, som hun mødte i løbet af sin tid ved Popstars.
I januar 2013 blev Hall annonceret som en af deltagerne i Dansk Melodi Grand Prix i 2013.

## Eksterne links
- Kate Hall på Internet Movie Database (engelsk)
- Kate Hall på DR musik
- Kate Hall på Discogs
- Kate Hall på MusicBrainz
- Kate Hall på Myspace
- Sound carrier of Kate Hall i det tyske nationalbiblioteks katalog
- Officiel side for Kate & Ben (arkiveret)

| Autoritetsdata | - WorldCat - VIAF: 80186108 - ISNI: 0000 0000 5761 3642 - GND: 135441544 - MusicBrainz: 6beda5a8-c0f7-4d11-ae43-f3b08e60c762 |